# Мерих Демирал
Мерих Демирал (тур. Merih Demiral; 5. март 1998) је турски фудбалер и репрезентативац Турске.

## Каријера
На отварању Европског првенства 2020. године, Демирал је постигао аутогол на утакмици против Италије, што је екипи Роберта Манћинија донело предност од 0:1 (утакмица је завршена резултатом 0:3 за Италију). Демиралов гол био је први на том првенству, а ушао је у историју и по томе што је то било први пут у 60 година Европског првенства да је турнир започео аутоголом. На Европском првенству 2024. године, постигао је водећи гол за Турску у 57. секунди утакмице против Аустрије у осмини финала, што је тада био други најбржи гол у историји Европских првенстава и најбржи гол у историји елиминационе фазе. На истој утакмици је постигао још један гол и тако помогао Турској да избори четвртфинале.

## Приватно
Његова супруга Хејди Луштаку је пореклом са Косова и Метохије, имају сина који је рођен 2022. године.

## Успеси
Јувентус
- Серија А:  2019/20.[4]
- Куп Италије: 2021.[5]